# Kraftionema
Kraftionema, monotipski rod zelenih algi smješten u vlastitu porodicu Kraftionemaceae, dio reda Ulotrichales. Jedina je vrsta morska alga K. allantoideum  uz jugoistočnu obalu Australije, opisana 2016. godine